# Kesoten
Kesoten est une localité du Cameroun située dans la Région du Nord-Ouest, le département du Bui et l'arrondissement d'Oku (Elak-Oku).

## Population
Lors du recensement de 2005, on y a dénombré 1 700 habitants.
Selon une source locale de 2012, la localité comptait environ 3 500 habitants.